# Alexei Lebedew (Naturbahnrodler)
Alexei Lebedew (russisch Алексей Лебедев; * 1982) ist ein ehemaliger russischer Naturbahnrodler, der in der ersten Hälfte der 2000er-Jahre im Einsitzer zu den erfolgreichsten seines Landes zählte. Er fuhr im Weltcup zweimal unter die besten fünf und bei Weltmeisterschaften zweimal unter die besten 15, wurde 2002 Juniorenweltmeister und gewann bei der Weltmeisterschaft 2005 die Silbermedaille im Mannschaftswettbewerb.

## Karriere
Lebedew nahm von 2000 bis 2002 an internationalen Juniorenmeisterschaften teil. Während er bei den Junioreneuropameisterschaften 2000 und 2001 noch keine vorderen Platzierungen erreichte, wurde er 2002 Juniorenweltmeister im Einsitzer. Bereits im Jahr 2000 nahm er in Olang auch zum ersten Mal an einer Weltmeisterschaft in der Allgemeinen Klasse teil und wurde 24. im Einsitzer sowie zusammen mit Iwan Lasarew Neunter im Doppelsitzer. Danach startete Lebedew bei internationalen Wettkämpfen nur noch im Einsitzer und zählte in dieser Disziplin bis zu seinem Karriereende 2006 vor allem bei Großereignissen zu den erfolgreichsten Naturbahnrodlern seines Landes.
Das erste Weltcuprennen bestritt Lebedew am 11. Februar 2001 in Moskau, wo er auf Anhieb Zehnter und damit bester der sechs gestarteten Russen wurde. Seine nächsten Weltcupeinsätze folgten aber erst in der Saison 2002/2003. In diesem Winter nahm er an drei der sechs Weltcuprennen teil, erzielte den elften Platz in Olang, Rang neun in Moskau und mit Platz vier in Kindberg das beste Weltcupergebnis seiner Karriere. In allen diesen Rennen war er der beste Russe, ebenso wie im Gesamtweltcup, wo er den 16. Platz belegte. In den nächsten beiden Jahren folgten jeweils nur noch ein Weltcupeinsatz. Am 25. Januar 2004 wurde er Fünfter in Moskau und am 23. Januar 2005 fuhr er in seinem letzten Weltcuprennen in Latzfons auf Platz 15.
Bei den Weltmeisterschaften der Jahre 2003 und 2005 erreichte Lebedew die besten WM-Resultate, die bisher einem Russen im Einsitzer gelangen. Nachdem zuvor ein 17. Platz von Michael Kolesow bei der WM 1998 das beste Ergebnis war, erreichte Lebedew bei der Weltmeisterschaft 2003 in Železniki den 13. Platz und zwei Jahre später bei der Weltmeisterschaft 2005 in Latsch sogar den zwölften Platz und damit das bisher beste WM-Ergebnis eines Russen im Herren-Einsitzer. Bei der WM 2005 gelang ihm zudem ein weiterer Erfolg, als er zusammen mit Jekaterina Lawrentjewa, Pawel Porschnew und Iwan Lasarew die Silbermedaille im Mannschaftswettbewerb gewann. Lebedew erzielte dabei in seinem Lauf die viertschnellste Zeit. Bei seinen drei Europameisterschaftsteilnahmen kam er zwar an diese Resultate nicht ganz heran, war aber jedes Mal der beste seines Landes. Bei der Europameisterschaft 2002 in Frantschach-Sankt Gertraud fuhr Lebedew auf Platz 23, bei der Europameisterschaft 2004 in Hüttau auf Rang 20 und bei der Europameisterschaft 2006 in Umhausen – seinem letzten internationalen Wettkampf – auf Rang 22.

## Sportliche Erfolge

### Weltmeisterschaften
- Olang 2000: 24. Einsitzer, 9. Doppelsitzer (mit Iwan Lasarew)
- Železniki 2003: 13. Einsitzer
- Latsch 2005: 12. Einsitzer, 2. Mannschaft

### Europameisterschaften
- Frantschach 2002: 23. Einsitzer
- Hüttau 2004: 20. Einsitzer
- Umhausen 2006: 22. Einsitzer

### Juniorenweltmeisterschaften
- Gsies 2002: 1. Einsitzer

### Junioreneuropameisterschaften
- Umhausen 2000: 14. Einsitzer
- Tiers 2001: 12. Einsitzer

### Weltcup
- 16. Gesamtrang im Einsitzer-Weltcup in der Saison 2002/2003
- Zwei Top-5- und weitere zwei Top-10-Ergebnisse